# Cophyla berara
Espèce
Statut de conservation UICN

 EN B1ab(iii) : En danger
Cophyla berara est une espèce d'amphibiens de la famille des Microhylidae.

## Répartition
Cette espèce est endémique de la péninsule Sahamalaza dans le Nord-Ouest de Madagascar. Elle ne se rencontre à environ 170 m d'altitude,.

## Description
Cophyla berara mesure de 23 à 26 mm.peau lisse, extrémités des doigts et orteils très élargies

## Étymologie
Son nom d'espèce, berara, lui a été donné en référence à sa localité type, Berara, dans la forêt Anabohazo.

## Publication originale
- Vences, Andreone & Glaw, 2005 : A new microhylid frog of the genus Cophyla from a transitional forest in northwestern Madagascar. African Zoology, vol. 40, no 1, p. 143–149 (texte intégral).